# Fantastic Frank Strozier
| Recensione | Giudizio |
| ---------- | -------- |
| AllMusic   | [ 1 ]    |

Fantastic Frank Strozier è il primo album discografico come solista del sassofonista jazz statunitense Frank Strozier, pubblicato dall'etichetta discografica Vee Jay Records nell'agosto del 1960.

## Tracce
Lato A
1. W. K. Blues – 4:04 (Wynton Kelly) – Registrato il 9 dicembre 1959 a New York (Fine Recording Studio)
2. A Starling's Theme – 5:25 (Frank Strozier) – Registrato il 9 dicembre 1959 a New York (Fine Recording Studio)
3. I Don't Know – 8:15 (Frank Strozier) – Registrato il 3 febbraio 1960 a New York (Bell Sound Studio)

Lato B
1. Waltz of the Demons – 5:41 (Booker Little) – Registrato il 3 febbraio 1960 a New York (Bell Sound Studio)
2. Runnin' – 4:18 (Frank Strozier) – Registrato il 3 febbraio 1960 a New York (Bell Sound Studio)
3. Off Shore – 6:48 (Leo Diamond, Michael Goldsen) – Registrato il 3 febbraio 1960 a New York (Bell Sound Studio)

Edizione CD del 2000, pubblicato dalla Koch Jazz Records (KOC CD-8550)
1. W. K. Blues – 3:58 (Wynton Kelly)
2. A Starling's Theme – 5:10 (Frank Strozier)
3. I Don't Know – 8:00 (Frank Strozier)
4. Waltz of the Demons – 5:31 (Booker Little)
5. Runnin' – 4:09 (Frank Strozier)
6. Off Shore – 6:36 (Leo Diamond, Michael Goldsen)
7. Luck a Deuce – 9:53 (Frank Strozier) – Bonus Track - Registrato il 9 dicembre 1959 a New York (Fine Recording Studio)
8. Tibbit – 9:46 (Frank Strozier) – Bonus Track - Registrato il 9 dicembre 1959 a New York (Fine Recording Studio)
9. Just in Time – 9:00 (Betty Comden, Adolph Green, Jule Styne) – Bonus Track - Registrato il 9 dicembre 1959 a New York (Fine Recording Studio)
10. Waltz of the Demons – 6:30 (Booker Little) – Bonus Track - Alternate Take
11. Off Shore – 6:30 (Leo Diamond, Michael Goldsen) – Bonus Track - Alternate Take

## Musicisti
- Frank Strozier - sassofono alto
- Booker Little - tromba
- Wynton Kelly - pianoforte
- Paul Chambers - contrabbasso
- Jimmy Cobb - batteria

Note aggiuntive
- Sid McCoy - supervisore registrazioni, produttore